# Colomby

Colomby este o comună în departamentul Manche, Franța. În 1 ianuarie 2022 avea o populație de 566 de locuitori.